# Bordels des camps allemands pendant la Seconde Guerre mondiale

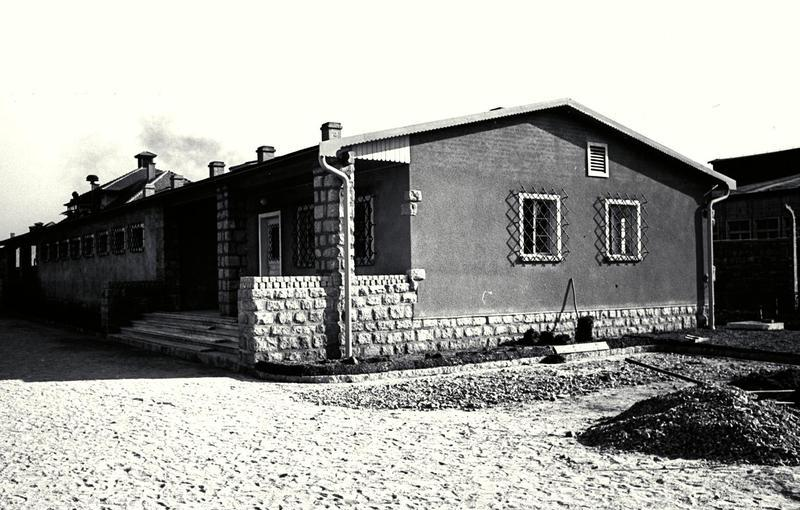
Bordel dans le camp de concentration de Gusen, en Autriche.

Durant la Seconde Guerre mondiale, l'Allemagne nazie crée des bordels dans les camps de concentration (en allemand : Lagerbordell) pour inciter les prisonniers à collaborer. Mais ces établissements sont utilisés principalement par des kapos, c'est-à-dire des prisonniers, généralement de droit commun, utilisés dans l'encadrement des autres prisonniers. Les détenus ordinaires, sans le sou et émaciés, sont généralement trop affaiblis et se méfient de l'attention du régime SS.
Finalement, les bordels des camps n'augmentent pas notablement les niveaux de productivité de travail des prisonniers, mais créent à la place un marché pour les coupons de paiement parmi les personnalités du camp. Les femmes contraintes à se prostituer dans ces bordels viennent principalement du camp de concentration de Ravensbrück, sauf pour Auschwitz, qui emploie ses propres prisonnières. Le nombre de femmes détenues forcées de se prostituer dans l'ensemble des bordels militaires allemands durant la Seconde Guerre mondiale est estimé à au moins 34 140.

## Histoire et fonctionnement
Le premier bordel de camp est créé à Mauthausen-Gusen en 1942.
Après le 30 juin 1943, un bordel existe aussi à Auschwitz et à partir du 15 juillet 1943 à Buchenwald. Celui de Neuengamme est établi au début de 1944, Dachau, en mai 1944, Dora-Mittelbau à la fin de l'été 1944 et Oranienburg-Sachsenhausen, le 8 août 1944. Les dates sont contradictoires pour ce qui concerne le bordel du camp de Flossenbürg : une source affirme l'été 1943 tandis qu'une autre indique qu'il n'a pas été ouvert avant le 25 mars 1944. L'ouvrage de Sylvie Gaffard et Léo Tristan, Les Bibelfotscher et le nazisme (1933-1945), publié chez Michel Reynaud en 1990, indique page 183 que le bordel du camp de Flossenburg a été installé pendant l'été 1943.
Les bordels sont habituellement des baraques entourées de fils barbelés avec de petites chambres individuelles prévues pour 20 prisonnières, contrôlées par une surveillante (en allemand Aufseherin). Les prostituées sont remplacées fréquemment, en raison de leur épuisement et des maladies puis elles sont généralement envoyées vers la mort plus tard. Les maisons closes sont ouvertes uniquement le soir. Les prisonniers mâles juifs ne peuvent être clients. Ceux qui peuvent être clients, aryens uniquement, doivent pointer pour une journée spécifique et payer deux reichsmark pour vingt minutes de prestation, selon un calendrier prédéterminé. Les femmes sont attribuées aux clients par un SS masculin. Le marché des coupons-prix est systématiquement accaparé par les criminels de droit commun qui portent des triangles verts (d'où l’appellation hommes verts). Une photo, d'authenticité toutefois controversée, a été utilisée comme preuve que, dans quelques-unes des maisons closes, des femmes ont été tatouées sur la poitrine avec l'inscription Feld-Hure (en français : Putain de campagne). Certaines d'entre elles subissent des stérilisations forcées ainsi que des avortements forcés, entraînant souvent leur mort.
Le sujet de la prostitution dans les camps est abordé dans les mémoires de survivants, et ce, dès la fin de la guerre. En effet, Eugen Kogon, survivant du camp de Buchenwald, a publié un ouvrage en 1947 où le sujet des bordels concentrationnaires est abordé. Odd Nansen a publié son expérience à Sachsenhausen en 1949. Ensuite, il fallut attendre jusqu'en 1972, lorsque la première édition du livre de Heinz Heger est publiée, afin d'avoir d'autres publications sur ce thème. Cependant, le sujet reste largement tabou dans les études sur le nazisme jusqu'au milieu des années 1990, lorsque les nouvelles publications de chercheuses brisent le silence,. Ce silence historiographique s'explique de différentes façons et certains historiens, dont Robert Sommer et Christl Wickert traitent du sujet.
Parfois, les SS incitent les femmes à se prostituer en leur promettant un meilleur traitement ou la réduction de leur peine. Cela provoque la colère ou la jalousie chez certaines détenues. Nina Michailovna, une prisonnière russe, a déclaré : « Quand nous avons découvert qu'une fille de notre bloc a été choisie, nous l'avons attrapée et lui avons jeté une couverture sur elle et battue si fort qu'elle pouvait à peine bouger. Il n'était pas certain qu'elle se rétablirait. Elles voulaient juste avoir une vie meilleure et nous les punissions de cette façon ».
Il ne semble pas que des Juives aient été employées comme prostituées dans les camps.

## Les prisonniers homosexuels et les bordels de camps
En complément à l'utilisation des bordels de camps comme un moyen de contrôle des détenus, afin d'encourager la collaboration et prévenir les émeutes et les évasions, Heinrich Himmler les destine à être utilisés comme un moyen d'enseigner aux prisonniers au triangle rose « les joies du sexe opposé », c'est-à-dire comme thérapie de conversion à leur homosexualité. Heger affirme que Himmler a ordonné que tous les prisonniers homosexuels fassent des visites obligatoires aux bordels des camps, une fois par semaine, comme un moyen de les guérir de leur attirance pour le même sexe.